# Plaintel
Plaintel är en kommun i departementet Côtes-d'Armor i regionen Bretagne i nordvästra Frankrike. Kommunen ligger i kantonen Plœuc-sur-Lié som tillhör arrondissementet Saint-Brieuc. År 2022 hade Plaintel 4 571 invånare.

## Befolkningsutveckling
Antalet invånare i kommunen Plaintel
Referens:INSEE